# نور الدين زورقي
نور الدين زورقي مذيع وإعلامي مغربي ومقدم برنامج نقطة حوار في قناة بي بي سي العربية بالتضافر مع سمير فرح. قدم على لندن طليعة التسعينات لدراسة الترجمة سعيا للانخراط في السلك الدبلوماسي. وفي عام 1993 انضم رسميا إلى إذاعة بي بي سي عربي كمخرج ومعد ومقدم, عمل كمقدم نشرات كما قدم عدة برامج كالمجلة الرياضية ومشاهد وأحداث إلى جانب البرنامج الحواري ندوة المستمعين وبرنامج ملفات الحرب الباردة وبرنامج لحظات حاسمة. لدى نور الدين شهادة في شؤون العلاقات الدولية والقانون الدولي، وبكالوريوس في الآداب العصرية مزدوجة اللغة -عربي وفرنسي، انتقل بعدها لدراسة العلاقات الدولية والعمل في مجال الإعلام وهو أب لابنتين وصبي.